# بوکنویل-ووکلر
بوکنویل-ووکلر (به فرانسوی: Bouconville-Vauclair) یک کمون در فرانسه است که در ان (ا-دو-فرانس) واقع شده‌است. بوکنویل-ووکلر ۱۳٫۰۴ کیلومتر مربع مساحت دارد ۱۱۰ متر بالاتر از سطح دریا واقع شده‌است.